# Антоціани

Хімічна структура одного з антоціанів

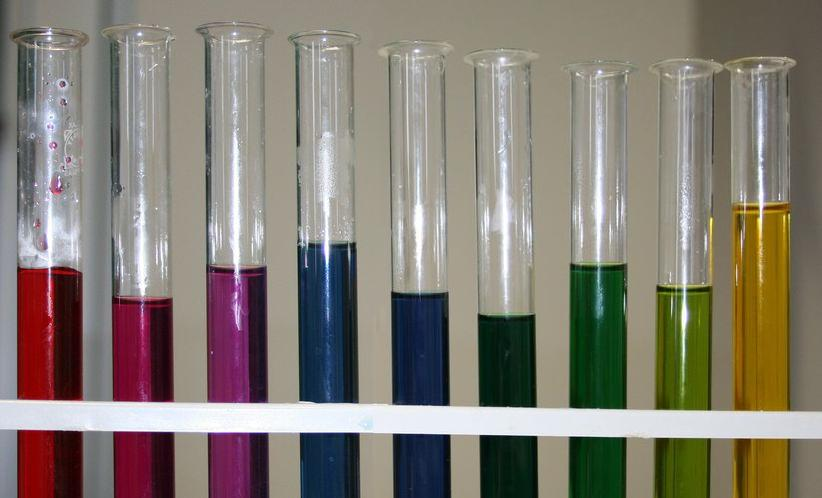
Екстракти капусти червоноголової за різних значень pH: від низького до високого

Антоціа́ни (грец. ανθος — квітка, колір і κυανεος — синій) — барвні речовини (пігменти) синього, червоного і фіолетового кольору, що містяться в багатьох рослинних клітинах.
Антоціани здебільшого є глюкозидами; своєю будовою вони близькі до флавонів.
Антоціани зумовлюють забарвлення квіток, плодів, стебел, листя. Їхньому нагромадженню в клітинах сприяють світло, низька температура, пошкодження тканин та ін. фактори.
Колір антоціану залежить від рН. Якщо рН менше 7, тобто кислотне, барва буде червона. При лужному рН, вище 7, колір буде фіолетовим, і чим вище рН, тим ближче до жовтувато-зеленого.
У харчовій промисловості використовуються як барвники E163.